# Henrique Guimarães
Henrique Carlos Serra Azul Guimarães (São Paulo, 9 de septiembre de 1972) es un deportista brasileño que compitió en judo.
Participó en tres Juegos Olímpicos de Verano entre los años 1996 y 2004, obteniendo una medalla de bronce en la edición de Atlanta 1996 en la categoría de –65 kg. En los Juegos Panamericanos consiguió dos medallas, en los años 1995 y 2003.
Ganó seis medallas en el Campeonato Panamericano de Judo entre los años 1994 y 2003.

## Palmarés internacional
| Juegos Olímpicos        | Juegos Olímpicos                | Juegos Olímpicos  | Juegos Olímpicos |
| Año                     | Lugar                           | Medalla           | Categoría        |
| ----------------------- | ------------------------------- | ----------------- | ---------------- |
| 1996                    | Atlanta (Estados Unidos)        | Medalla de bronce | –65 kg           |
| Juegos Panamericanos    |                                 |                   |                  |
| Año                     | Lugar                           | Medalla           | Categoría        |
| 1995                    | Mar del Plata (Argentina)       | Medalla de bronce | –65 kg           |
| 2003                    | Santo Domingo (Rep. Dominicana) | Medalla de bronce | –66 kg           |
| Campeonato Panamericano |                                 |                   |                  |
| Año                     | Lugar                           | Medalla           | Categoría        |
| 1994                    | Santiago de Chile (Chile)       | Medalla de plata  | –65 kg           |
| 1996                    | San Juan (Puerto Rico)          | Medalla de plata  | –65 kg           |
| 1997                    | Guadalajara (México)            | Medalla de bronce | –65 kg           |
| 1999                    | Montevideo (Uruguay)            | Medalla de oro    | –66 kg           |
| 2002                    | Santo Domingo (Rep. Dominicana) | Medalla de plata  | –66 kg           |
| 2003                    | Salvador (Brasil)               | Medalla de oro    | –66 kg           |